# 今町インターチェンジ (石川県)
今町インターチェンジ（いままちインターチェンジ）は、石川県金沢市にある国道8号・国道159号・国道249号津幡バイパスのインターチェンジ。

## 歴史
2022年（令和4年）1月24日に国道8号今町地区交通安全対策事業により当ICの津幡町方面上り出口が供用開始された。

## 道路
- 国道8号・国道159号・国道249号 津幡バイパス

## 接続する道路
- 石川県道215号森本津幡線

## 周辺
- 金沢市立花園小学校
- 金沢競馬場

## 隣
国道8号・国道159号・国道249号 津幡バイパス
二日市IC - 今町IC - 今町JCT